# جوستاف إنجل
جوستاف إنجل (بالألمانية: Gustav Engel) (و. 1893 – 1989 م) هو مؤرخ منطقة، من ألمانيا، ولد في كواكنبورك، توفي عن عمر يناهز 96 عاماً.